# Neoplan N407
Neoplan N407 — автобус среднего класса, выпускавшийся компанией Neoplan с 1989 по 1992 год.

## Описание
Впервые Neoplan N407 был представлен в 1983 году, когда долгое время на немецком рынке не было автобусов малой вместимости. На борту автобус перевозит 52 пассажира, из которых 27 — сидячие.
В 1986 году автобус прошёл рестайлинг передней части. В 1988 году греческий ELBO создал модель C97 на базе Neoplan N407. 200 автобусов поступило в Афины.
С 2001 по 2005 год значительная часть автобусов эксплуатировалась в Скаржиско-Каменне.

## Конкуренты
- MAN Lion's City M
- Volvo B6
- Optare MetroRider
- Dennis Dart